# Міллстадт (Іллінойс)
Міллстадт (англ. Millstadt) — селище (англ. village) в США, в окрузі Сент-Клер штату Іллінойс. Населення — 4071 особа (2020).

## Географія
Міллстадт розташований за координатами 38°27′33″ пн. ш. 90°4′59″ зх. д. / 38.45917° пн. ш. 90.08306° зх. д. (38.459282, -90.082969).  За даними Бюро перепису населення США в 2010 році селище мало площу 9,26 км², з яких 8,83 км² — суходіл та 0,43 км² — водойми. В 2017 році площа становила 8,68 км², з яких 8,25 км² — суходіл та 0,43 км² — водойми.

## Демографія
Згідно з переписом 2010 року, у селищі мешкало 4011 особа в 1645 домогосподарствах у складі 1144 родин. Густота населення становила 433 особи/км².  Було 1722 помешкання (186/км²).
Расовий склад населення:
| - 98,6 % — білих - 0,3 % — азіатів - 0,2 % — чорних або афроамериканців - 0,1 % — корінних американців |

До двох чи більше рас належало 0,7 %. Частка іспаномовних становила 1,0 % від усіх жителів.
За віковим діапазоном населення розподілялося таким чином: 23,9 % — особи молодші 18 років, 60,6 % — особи у віці 18—64 років, 15,5 % — особи у віці 65 років та старші. Медіана віку мешканця становила 40,0 року. На 100 осіб жіночої статі у селищі припадало 92,7 чоловіків;  на 100 жінок у віці від 18 років та старших — 89,5 чоловіків також старших 18 років.
Середній дохід на одне домашнє господарство  становив 77 744 долари США (медіана — 66 492), а середній дохід на одну сім'ю — 93 680 доларів (медіана — 77 449). За межею бідності перебувало 4,2 % осіб, у тому числі 2,5 % дітей у віці до 18 років та 8,8 % осіб у віці 65 років та старших.
Цивільне працевлаштоване населення становило 2035 осіб. Основні галузі зайнятості: освіта, охорона здоров'я та соціальна допомога — 26,2 %, роздрібна торгівля — 14,3 %, науковці, спеціалісти, менеджери — 11,3 %, будівництво — 9,1 %.